# Apostolska nunciatura v Gvajani
Apostolska nunciatura v Gvajani je veleposlaništvo Svetega sedeža v Gvajani. Trenutni apostolski nuncij je Santiago De Wit Guzmán.

## Seznam apostolskih nuncijev
- Eugenio Sbarbaro (26. avgust 1997–26. april 2000)
- Emil Paul Tscherrig (8. julij 2000–22. maj 2004)
- Thomas Edward Gullickson (15. december 2004–21. maj 2011)
- Nicolas Girasoli (29. oktober 2011–16. junij 2017)
- Fortunatus Nwachukwu (4. november 2017–17. december 2021)
- Santiago De Wit Guzmán (30. julij 2022–danes)